# Musselinglas
Musselinglas, auch Mousselinglas oder Tüllglas, bezeichnet Flachglas mit einem durchsichtigen Blüten- oder Sternchenmuster auf mattem Grund, das insbesondere im 19. Jahrhundert in Türen verbaut wurde. Auch sehr dünnwandige Trinkgläser tragen diese Bezeichnung.

## Wortherkunft und Geschichte
Die Bezeichnung Musselinglas bezieht sich auf das zarte, halbdurchsichtige Musselingewebe.
Musselinglas wurde erstmals 1823 in Frankreich hergestellt. Ab den 1830er Jahren produzierte der Glasermeister Georges Bontemps (1799–1883) in Choisy-le-Roi Musselinglas. 1841 meldeten der Glaser Dumas und der Chemiker Godard in Lyon ein Patent zur Herstellung von Glas an, das besticktes Musselin imitieren sollte. Die Glaserfirmen Gugnon (Paris) und Picard (Lunéville und Paris) machten Musselinglas vor allem in den 1860er bis 1880er Jahren in Frankreich zur Mode. Musselinglas wird daraufhin europaweit, unter anderem in Belgien, Schweden und Deutschland, hergestellt.

## Herstellung
Musselinglas bezeichnet ein ornamentiertes, transluzentes Flachglas, das seit 1823 vor allem in Frankreich als Fabrikat mit geringer Stärke unter Anwendung von Schablonen erzeugt wurde. In den Anfängen wurde statt Schablonen echte Spitze auf das Glas gelegt, mit Email bestreut und dann im Ofen eingebrannt.
Erhalten sind Gläser mit matt eingeätzten Gründerzeit- und Jugendstilmotiven, wobei das eigentliche Ornament meist im verbliebenen Klarglas erscheint. Es wird durch Auffritten von leicht schmelzbarem Bleiglaspulver, das eine raue, undurchsichtige Schicht erzeugt, oder durch Aufschmelzen von Email hergestellt. Das staubfeine Glas- oder Emailpulver wird mit Wasser angerührt und mittels eines Pinsels gleichmäßig aufgetragen. Nach dem Trocknen bedeckt man die Glasplatte mit einer Schablone aus dünnem Messingblech, bürstet das durch die Schablone nicht geschützte Pulver ab und erhitzt nun die Platte bis zum beginnenden Schmelzen des letztere. Gängige Muster sind mosaikartig angeordnete Sternchen oder Blümchen.

## Verwendung

### Bauwesen
Musselinglas wurde gegen Ende des 19. Jahrhunderts überwiegend in Wohnungseingangstüren und verglasten Laubengängen aber auch in Innen- und Haustüren verwendet. Es ließ das Licht in die Dielen, diente aber gleichzeitig als Blickschutz, weil es undurchsichtig ist. Deshalb ist das Glas auch als Jalousieglas bekannt. Durch Aufkommen des Sandblasverfahrens in den 1870er Jahren, das ein gefälligeres Matt liefert und billiger ist, ist das Musselinglas nahezu vollständig verdrängt worden. In der Regel wird es nur noch für Restaurierungsarbeiten an historischen Hauseingängen und im Wohnungsbereich verwendet.

### Trinkgläser

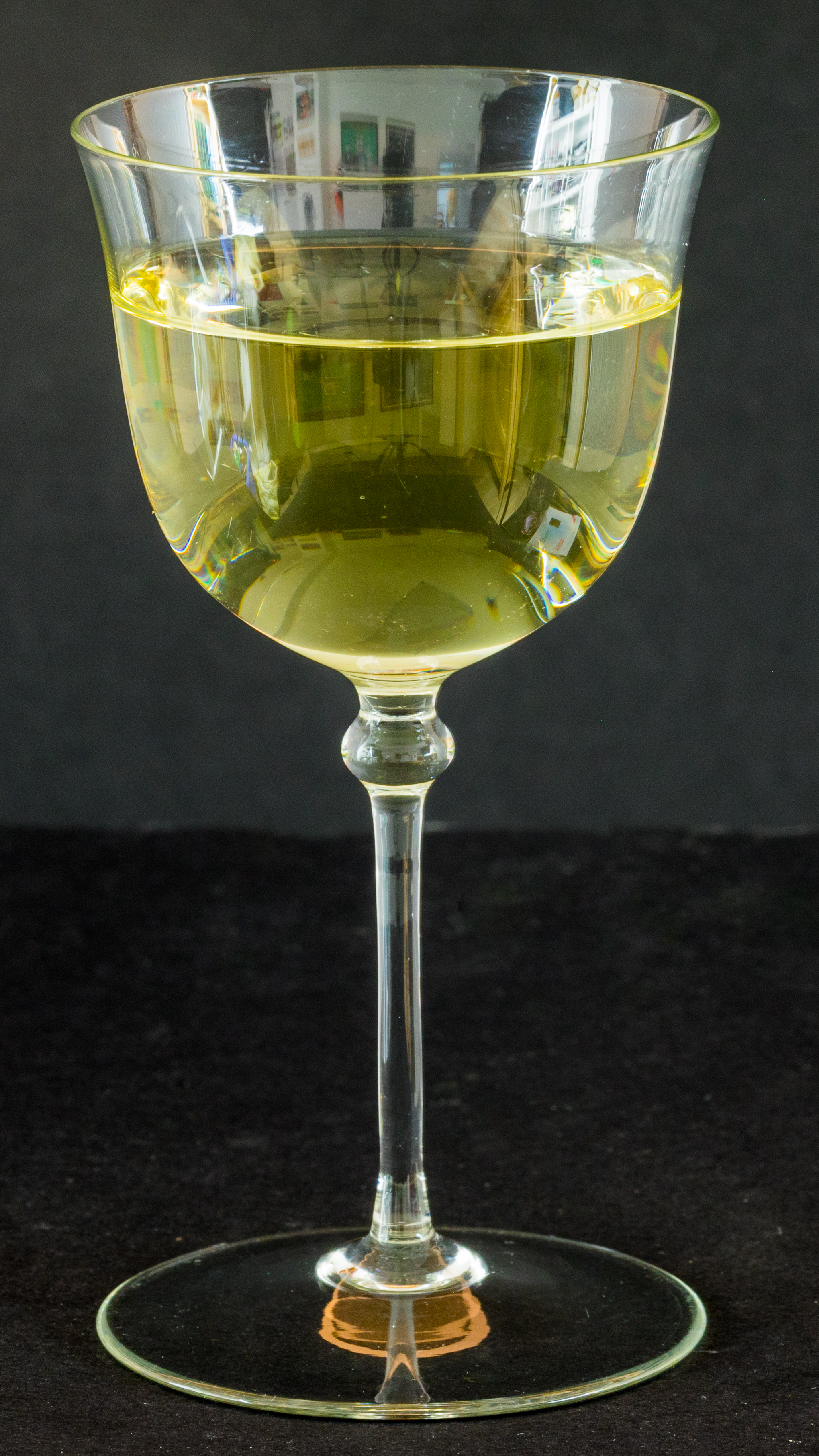
Weinglas aus Musselinglas (um 1910)

Der Begriff Musselinglas wird auch auf Gläser aus sehr dünnem Material angewendet. Ab 1856 vermarktete das Glashandelshaus J. & L. Lobmeyr in Wien unter diesem Namen feine Gläser als Gegenentwurf zu den schweren böhmischen Weingläsern. Dieses Glas wird auf Stärken von nur 0,7 bis 1,1 Millimeter geblasen. Beim Trinkglas entsteht dabei ein sehr zarter Mundrand. Musselinglas scheint zerbrechlich, besitzt aber innere Elastizität und große Widerstandsfähigkeit. Das Glas wird in nasse Holzformen eingeblasen; der dabei entweichende Dampf bildet einen Puffer zwischen Holzform und Glas. Stiel und Boden werden freihändig angesetzt. Nach Abkühlung wird die Glasblase in Höhe des Mundrands abgeschnitten.
Bekanntheit erlangten die von dem Architekten und Designer Josef Hoffmann (1870–1956) entworfenen Trinkgläser wie das Kelchglas aus dem Gläsersatz The Patrician, das er 1917 mit Lobmeyr realisierte.